# Forager
Forager est un jeu d'aventure en monde ouvert développé par le studio argentin HopFrog et publié par Humble Bundle. Le jeu a été officiellement publié pour Microsoft Windows et Linux en avril 2019, devenant plus tard disponible pour PlayStation 4, Nintendo Switch et Xbox One .
Dans Forager, le joueur progresse en obtenant des ressources qui apparaissent dans le monde entier, en fabriquant de nouveaux bâtiments, objets et outils, en résolvant des énigmes et en collectant de l'argent pour acheter de nouveaux terrains à explorer et à utiliser.

## Accueil
Forager a reçu des avis "généralement favorables", selon l'agrégateur d'avis Metacritic.